# Château de Flayat
Le château de Flayat est situé dans le village de Flayat, sur la commune du même nom, dans le département de la Creuse, région Nouvelle-Aquitaine, en France.

## Architecture
Le château dispose de plusieurs dépendances attenantes.